# Elza Radziņa
Elza Radziņa, née Elza Katrīna Podniece le 21 janvier 1917 à Kharkov dans l'Empire russe et morte le 18 août 2005 à Riga en Lettonie, est une actrice lettone.

## Biographie
Elza Radziņa naît pendant la Première Guerre mondiale à Kharkov de Jānis Podnieks (1876-1921) et de sa femme Lība (1885-1971). Avant la guerre, la famille, où grandissaient déjà trois enfants — une fille et deux garçons —, vivait à Riga. Son père était coupeur de métal à l'usine Union et sa mère couturière. Lors de l'évacuation vers Pétrograd deux garçons meurent. La famille rentre en Lettonie en 1918. En 1919, le père est appelé à l'armée, mais meurt dans un hôpital en Russie.
En 1921, la mère d'Elza avec ses deux filles s'installe à Jelgava où elle travaille comme femme de ménage. En 1936, Elza est diplômée du gymnasium Pierre von Biron (aujourd'hui Jelgavas Tehnoloģiju vidusskola) et commence à travailler comme bibliothécaire à la bibliothèque municipale et dans une librairie (1936-1940). Parallèlement elle participait aux spectacles de théâtre amateur notamment les pièces Skroderdienas Silmačos et Indrāni d'après Rūdolfs Blaumanis. En 1941, Elza se marie avec Kārlis Radziņš et prend le nom de famille de son époux sous lequel elle sera, plus tard, connue du grand public malgré le remariage en 1958, avec le metteur en scène Oļģerts Šalkonis. En 1942, elle intègre l'école de théâtre de Jelgava, mais en 1944, à l'approche du front allemand, elle se réfugie à Kurzeme avec sa famille. Elle travaillait dans les cuisines du lazaret de Ventspils.
Après la Seconde Guerre mondiale, Elza Radziņa travaille au théâtre de Jelgava (1945-1953) et en 1949, elle débute au cinéma dans le rôle de la sœur de Rainis, Dora Stučka, dans le film Rainis du Riga Film Studio. En 1953, elle joue au théâtre dramatique de Valmiera, puis, à partir de 1954 intègre la troupe du Théâtre National de Lettonie à Riga où se déroulera pratiquement toute sa carrière.
Radziņa a interprété environ une trentaine personnages pour le cinéma. Elle a reçu plusieurs récompenses pour son travail, notamment le prix Spidola et le prix spécial du festival du film letton Lielais Kristaps. Elle a connu un moment de gloire internationale avec le rôle de la reine Gertrude dans l'adaptation de Hamlet de Grigori Kozintsev (1964) pour lequel elle a été nommée aux Golden Globes dans la catégorie du meilleur film étranger.
L'actrice meurt le 18 août 2005. Elle est inhumée sur la colline des artistes du cimetière de la Forêt à Riga.

## Distinctions
- 1956 - artiste émérite de la République socialiste soviétique de Lettonie
- 1967 - artiste du peuple de la République socialiste soviétique de Lettonie
- 1976 - artiste du peuple de l'URSS
- 1981 - récipiendaire de l'ordre de l'Amitié des peuples
- 1995 - médaille d’honneur de l'Ordre des trois étoiles de Lettonie
- 1997 - prix Spīdola
- 1997 - membre d'honneur de l'Académes des sciences de Lettonie
- 1998 - citoyenne d'honneur de la ville de Jelgava [3]
- 2003 - Prix pour l'ensemble de l’œuvre au festival du film letton Lielais Kristaps

## Filmographie
- 1949 : Rainis de Youli Raizman : Dora
- 1959 : Ilze de Rolands Kalniņš : épisode
- 1961 : Saules gris en fleurs (Kārkli pelēkie zied) de Gunārs Piesis : épisode
- 1964 : Hamlet (Гамлет) de Grigori Kozintsev : la reine Gertrude (Lenfilm)
- 1965 : Serment d’Hippocrate (Hipokrāta zvērests) de Ada Neretniece : la mère
- 1966 : Le Marécage (Purva bridējs) de Leonīds Leimanis : Madame Horst
- 1967 : Rive de l'espoir (Cerību krasts) : Mary Johnson (Studio Dovjenko)
- 1967 : Générale Rakhimov (Ģenerālis Rahimovs) (Uzbekfilm) : docteur Olga Petrovna
- 1968 : Le temps des arpenteurs (Mērnieku laiki) de  Voldemārs Pūce : Oļiņiete
- 1969 : Dernière relique (Pēdējā relikvija)(Tallinnfilm) : l'abbesse
- 1970 : Serviteurs du diable (Vella kalpi) de Aleksandrs Leimanis :  Ģertrūde
- 1970 : République de la rue des Corneilles (Vārnu ielas republika) : la mère d'Elza
- 1970 : Klāvs fils de Martin (Klāvs - Mārtiņa dēls) : Ance
- 1970 : Le Roi Lear de Grigori Kozintsev (Lenfilm) : Goneril
- 1971 : Danse du papillon (Tauriņdeja) : Madame Anna
- 1972 : Serviteurs du diable au moulin du diable (Vella kalpi Vella dzirnavās) de Aleksandrs Leimanis : Ģertrūde
- 1973 : Soufflez, les vents, soufflez (Pūt, vējiņi) :: la mère
- 1973 : Oleg et Aina (Oļegs un Aina) : la mère d'Aina
- 1973 : Et l'acier fut trempé de Nikolaï Machtchenko : rédactrice de journal
- 1974 : Attaque de la police secrète (Uzbrukums slepenpolicijai) : Madame Lejiņa
- 1974 : Climat océanique' '(Piejūras klimats) : Jautrīte Pūce
- 1975 : Malgré le destin (Liktenim spītējot) : hôtesse
- 1975 : Entre les pinces du crabe noir (Melnā vēža spīlēs) : épisode
- 1976 : Mort sous les voiles (Nāve zem buras) : misis Tafta
- 1976 : Favorite : Deba Penna (Moldova-film)
- 1978 : Théâtre (Teātris) de Jānis Streičs : Dolly de Frees
- 1978 : Derrière la porte vitrée (Aiz stikla durvīm) : infirmière en chef
- 1978 : Album de photos (Ģimenes albums) : Irma Rande
- 1978 : Agent secret (Slepenā dienesta aģents) (Moldova-film) : Njaga
- 1979 : Inspecteur Gull (Inspektors Gulls) (Studio Ekran), () : Sibila Berlinga
- 1980 : Sergueï Ivanovitch prend sa retraite (Sergejs Ivanovičs dodas pensijā) : Irina Arkadjevna (Lenfilm)
- 1982 : Blues de pluie (Lietus blūzs) : la femme de Freibergs
- 1983 : Le Mystère des merles (Тайна чёрных дроздов) de Vadim Derbeniov : Efija Ramsbotoma (Mosfilm
- 1984 : Dernière visite (Pēdējā vizīte) : Etele Čīvere
- 1985 : Sprīdītis (Sprīdītis) : la première dame de la cour
- 1985 : Nous accusons (Mēs apsūdzam) (Studio Dovjenko) : la mère de Pauvers
- 1987 : Photo avec femme et sanglier (Fotogrāfija ar sievieti un mežakuili) : Paula
- 1990 : Maija et Paija (Maija un Paija) : Laima
- 1991 : Croix de charité (Žēlsirdības krusts) (Belarusfilm) : Eliza Ožeško
- 1993 : La Force de tuer (Drosme nogalināt) : épisode
- 2000 : Été terrible (Baiga vasara) : épisode
- 2001 : Cache-cache (Paslēpes) : Timmere